# Sakurajima
De Sakurajima (Japans: 桜島) is een stratovulkaan met een hoogte van 1117 m in de prefectuur Kagoshima op het eiland Kyushu in Japan. De vulkaan ligt in de Aira-caldera, op slechts 8 kilometer afstand van de stad Kagoshima.
De vulkaan is een van de meest actieve op aarde: sinds de eerste geregistreerde eruptie in het jaar 708 is de vulkaan vrijwel continu actief. De meeste uitbarstingen zijn van het Stromboliaanse type, hoewel er tijdens grote uitbarstingen in 1471-1476, 1779 en 1781 door gloedwolken, tsunami's, lava en tefra ook doden waren te betreuren. Aardbevingen die voorafgingen aan de grote uitbarsting in 1914 veroorzaakten ook diverse slachtoffers, maar waren tevens een waarschuwing waardoor de bevolking in de nabijheid van de vulkaan tijdig vrijwel geheel werd geëvacueerd.
De huidige actieve periode begon in 1955: sindsdien is de vulkaan vrijwel continu actief met een grote asuitstoot en honderden kleinere erupties per jaar. In 2009 werd een record van 548 erupties per jaar bereikt, en in 2010 waren er al meer dan 750. Hiermee wordt alleen gedoeld op grotere erupties, die enige seismische activiteit teweegbrengen en een askolom produceren van hoger dan 1000 meter. Het Kagoshima Observatory houdt inmiddels rekening met meer dan 1000 erupties per jaar.
In juli 2012 stootte de Sakurajima grote hoeveelheden vulkanische as uit, die de straten van Kagoshima met een aslaag bedekten en het verkeer ontregelden.
De Sakurajima is een van de zestien Decade Volcanoes die zijn aangewezen door de IAVCEI in verband met hun geschiedenis van grote uitbarstingen en de nabijgelegen bewoonde gebieden.
Avatsja · Colima · Etna · Galeras · Mauna Loa · Merapi · Nyiragongo · Mount Rainier · Sakurajima · Santa Maria · Santorini · Taal · El Teide · Ulawun · Unzen · Vesuvius